# Octav Grigorescu
Octav Grigorescu (n. 22 mai 1933, București, România – d. 7 februarie 1987, București, România) a fost un pictor, grafician, ilustrator de carte, profesor universitar și poet român, Lector al Institutului de Arte Plastice „Nicolae Grigorescu” din București, personalitate marcantă a artei românești. Octav Grigorescu a fost fratele pictorului Ion Grigorescu și soțul pictoriței Georgeta Năpăruș.

## Biografie
Octav Grigorescu s-a născut la București, la 22 mai 1933, ca fiu al lui Anastase Grigorescu (inginer chimist) și al Mariei Grigorescu, născută Gușerescu. A fost al doilea fiu dintre cei patru frați și o soră, printre care și pictorul Ion Grigorescu. O parte din înaintașii săi dinspre tată erau români-macedoneni, veniți de peste Dunăre, pe la începutul secolului al XIX-lea și care au ajuns în Corcova Mehedinților. Mai apoi, unindu-se cu familii locale din comuna Bengești, s-au stabilit în această așezare rurală gorjană. Una din bisericile din Bengești este ctitorie a familiei Grigorescu.
Bunicul artistului, pe linie maternă, era moldovean, născut în satul Todirești (județul Botoșani), iar bunica era de origine greacă.
A urmat cursurile școlii elementare nr. 18 din București și ale Liceului „Titu Maiorescu”, pe care l-a absolvit, ca bacalaureat, în 1951. În același an a devenit student la Institutul de Arte Plastice „Nicolae Grigorescu”, unde a frecventat succesiv clasa de pictură a lui Rudolf Schweitzer-Cumpăna, cea de sculptură a lui Mihai Onofrei și cea de grafică a lui Vasile Kazar. Pentru lucrarea de diplomă (1958) a realizat un ciclu de gravuri inspirate din viața muncitorilor din Maramureș.
Între 1958 și 1985 a fost conferențiar și apoi lector al Institutului de Arte Plastice „Nicolae Grigorescu”.
A debutat expozițional în 1959. Din 1961 a devenit Membru al Uniunii Artiștilor Plastici, făcând parte din Consiliul de conducere al uniunii.
S-a căsătorit cu pictorița Georgeta Năpăruș, în anul 1965.
Între 1955-1984 a întreprins numeroase călătorii de studii și documentare în străinătate: R. D. Germană (1962, 1965, 1974); Italia (1968, 1969-70, 1977, 1978, 1980); U.R.S.S.(1972); Cuba, Spania (1979); Franța, Anglia (1983).

## Expoziții personale - selecție
- 1967 Expoziție Octav Grigorescu, Galeria Galateea, București
- 1969 Expoziție Octav Grigorescu, Galeria Laminima, Torino, Italia
- 1969 Expoziție Octav Grigorescu, Galeria Ravagnan si Galeria d’ Arte, Veneția, Italia
- 1970 Expoziție Octav Grigorescu, Galeria Trinita, Roma, Italia;
- 1970 Expoziție Octav Grigorescu, Galeria Sagittario, Milano;
- 1970 Expoziție Octav Grigorescu, Galeria d’ Arte Forni, Bologna, Italia
- 1971 Expoziție Octav Grigorescu, Galeria La Chiocciola, Padova Italia
- 1971 Expoziție Octav Grigorescu, Galeria Apollo, București
- 1972 Expoziție Octav Grigorescu, Sala Dalles, București
- 1972 Expoziție de Grafică Octav Grigorescu - Constantin Piliuță”, Muzeul de Artă Ploiești,
- 1974 Expoziție Octav Grigorescu și Vasile Kazar, Galeria Galateea, București
- 1976 Expoziție Octav Grigorescu, pictură si grafică, Galeria Amfora București
- 1977 Expoziție Octav Grigorescu (Zilele culturii românesti) Dortmundt, Germania
- 1984 Expoziție Octav Grigorescu, pictură și grafică, Muzeul Național de Artă al Republicii Socialiste România;
- 1984 Expozitie Octav Grigorescu, pictură și grafică, Galeria Ernst Michael Winter, Hamburg

## Expoziții naționale - selecție
- 1960 Expoziția anuală de Grafică, Muzeul Național de Artă al Republicii Socialiste România;
- 1963 Expoziția anuală de Grafică București, Muzeul Național de Artă al Republicii Socialiste România;
- 1973 Artistul contemporan și universul său, Muzeul de Artă Galați;
- 1974 Aspecte ale desenului românesc contemporan, Muzeul Național de Artă al Republicii Socialiste România;
- 1978 Expoziția Pontica '78 pictură grafică, Galeriile de Artă U. A. P. Constanța.

## Expoziții internaționale - selecție
- 1965 Bienala Internațională a tineretului de la Paris
- 1965 Expoziția Non-abstractă de la Tokyo
- 1965 Expoziția Internațională de Artă Contemporană, New Delhi, Paris, Tokio, Leipzig
- 1966 Simpozione Interazionale di bianco e near, Lugano
- 1967 Expoziția Internațională de Artă Intergraphik, Berlin
- 1968 Bienala Internațională de la Veneția, Pavilionul României
- 1968 Junge Rumanische Kunstler, Frankfurt
- 1969 Artisti Rumeni- Grafica uno, Verona, Italia
- 1969 Festivalul Internațional de pictură de la Cagnes-sur-Mer
- 1971 Festivalul Internațional de pictură de la Edinburgh
- 1972 8 Peintres Roumains, Panorama Mesdaag, Fondation Roumanie Ioan et Maria Constantinescu, Haga
- 1980 Bienala Internațională de la Veneția, Pavilionul României
- 1983 Bienala Europeană de gravură, Baden-Baden

## Expoziții retrospective
- 1990 Expoziție retrospectivă Octav Grigorescu, curator Ileana Pintilie Teleagă
- 1996 Expoziție retrospectivă Acuarelă-desen-pictură, Galeria Ernst Michael Winter, Hamburg
- 2006 Lansarea volumului de poezii Lotofagii, Expoziție Retrospectivă Octav Grigorescu, Palatul Mogoșoaia
- 2008- Secvențe anii '60-'70, Galeria Veroniki Art, București
- 2010 Octav Grigorescu “Distructor”, Galeria Andreiana Mihail, București, curator Ion Grigorescu

## Premii-selecție[4]
- 1966 Premiul Ion Andreescu al Academiei Române
- 1968 Ordinul „Meritul Cultural” clasa a III-a „pentru activitate deosebită în domeniul artelor plastice”[5]
- 1969 Marele Premiu al Uniunii Artiștilor Plastici din România
- 1983 Ordinul Cavaliere al merito della Republica Italiana

## Ilustrație de carte - selecție[6]
- Rainer Maria Rilke, Versuri, Editura Pentru Literatură Universală, 1966,
- Emil Giurgiuca, Cântece de țară, Editura Tineretului, București, 1967
- Abatele Prevost, Manon Lescaut, Editura Univers, 1972
- Dumitru Popescu, Gustul sâmburelui, Editura Eminescu, București, 1974;
- Alfred Margul-Sperber, Men liebetes Buch, Editura Ion Creangă, București 1977
- Rainer Maria Rilke, Scrisori către un tânăr poet, Editura Facla, București 1977
- Gérard de Nerval, Poesii, Editura Univers 1979
- Nikolaus Schmidt, Die im Wind, Editura Ion Creangă, 1981
- Oscar Wilde, Prințul fericit - și alte povestiri, Editura Ion Creangă, 1982
- Iannis Ritsos, Întoarcerea atrizilor, Editura Univers, București, 1983
- Fănuș Neagu, Caii albi din orașul București, Editura Creangă, București, 1980
- Ion Vlasiu, Copil fermecat, Editura Ion Creangă, București, 1984

## Cărți publicate
- 2006: Lotofagii - editat de Centrul cultural al palatelor brâncovenești de la Mogoșoaia și îngrijit de fratele său, Ion Grigorescu.

## Aprecieri
- Lotofagii lui Octav Grigorescu: "În persoana și arta lui Octav Grigorescu s-au întâlnit nostalgia tipic avangardistă a începuturilor și cultura elementarului cu gustul pentru deliciile crepusculare și presimțirea morții ale postmodernității."

Un volum postum de poezii, Lotofagii, al pictorului și graficianului Octav Grigorescu, care se încheie cu un text autobiografic, a apărut de curând, editat de Centrul cultural al palatelor brâncovenești de la Mogoșoaia și îngrijit de fratele său, Ion Grigorescu. 
Născut în 1933, dispărut in 1987, Octav Grigorescu a avut la dispoziție nu mai mult de 54 de ani pentru a lăsa o operă singulară. A lucrat imens. Desenator, gravor și pictor, opera lui e mult mai vastă decât cea care a devenit publică de-a lungul anilor cu ocazia diferitelor expoziții. Sute de desene, începând din adolescență și studenție până în ultimii ani de viață, sunt inedite. O foarte mică parte însoțesc volumul de poezii. 
Complicitatea scriere-desen în cazul lui Octav Grigorescu e împinsă până foarte departe. Scrisul și desenul întrețin o relație complexă, desfășurată pe mai multe nivele care se întrepătrund. Uneori notițele însoțesc desenele fără vreo legătură evidentă de sens între ele. Sunt idei care se nasc în paralel cu semnele. Legătura lor ține de hazard, cel puțin aparent. Alteori scrisul este speculat doar ca grafie, ca esență pur ornamentală. În cazul ilustrațiilor de carte se petrec transferuri subtile, adevărate iluminări ale textului prin imagine, dacă ne amintim de etimologia conceptului de ilustrație. Pictura lui cu temă istorică și biblică este și ea o raportare la text, iar la nivelul cel mai strict al tehnicii, imaginile pictate și desenate sunt cu adevărat palimpseste și nu numai iluzia lor. Publicarea poeziilor lui deschide un nou capitol al acestei relații care rămâne să fie investigată.
"În persoana și arta lui Octav Grigorescu s-au întâlnit nostalgia tipic avangardistă a începuturilor și cultura elementarului cu gustul pentru deliciile crepusculare și presimțirea morții ale postmodernității. Privește cu suspiciune așa-numitele victorii ale modernismului și caută remedii ale sărăcirii imaginii la care au dus iconoclasmele succesive ale secolelor XIX și XX. Soluțiile regeneratoare sunt împăcarea cu timpul și memoria întrețesută cu uitarea. În însemnările sale am găsit aceasta notiță, o rugăciune: "Doamne, dă-mi puterea să trăiesc în lumea visurilor mele." Lotofagii, întâlniți de Ulysse în peregrinările sale, descoperiseră mirajul uitării. Poezia este pentru Octav Grigorescu o strategie a uitării și scufundării în vis, ca parte a "realismului integral" la care aspira - recuperarea plenitudinii lumii și ieșirea de sub blestemul fascinant al "fragmentului".Ioana Vlasiu
- Istoria ca vis în pictura lui Octav Grigorescu: (...)Într-un interval de timp destul de scurt, de aproximativ un deceniu, de pe la mijlocul anilor '70 până la dispariția sa în 1987, Octav Grigorescu pictează un număr considerabil de compoziții ample, de mari dimensiuni, dintre care citez ciclul de 8 tablouri dedicat lui Brâncoveanu, Arderea arhondologiei la 1848, Ecoul (1907), Scrisoarea sciților către Darius. Alte tablouri cum sunt Alegoria păcii și Alegoria războiului și a păcii bune sau Înmormantarea simbolică, chiar dacă nu fac referire directă la un eveniment istoric, sunt prin substanța lor tot glose, interpretări pe teme istorice. În paralel cu istoria, Octav Grigorescu redescopera tema biblică, dar alături de amândouă apar compoziții foarte elaborate, cu multe personaje, cu un simbolism complicat în care fuzionează numeroase surse livrești. Doina Mândru[8]

- Grigorescu se expune mai întâi cercetării lui însuși, pierdut în meandrele obscure ale memoriei și căutării; investigarea devine atunci revelația unei lumi uitate sau născânde. Astfel, arta sa, atât de îmbibată de singurătate, dobândește sensul și semnificația unei alegeri diferite într-un timp dominat de strigăte impertinente, de cinice exhibiții.

E alegerea unui om foarte mândru, in pofida unei fragilități ce pare lipsită de apărare, e alegerea celui care crede în adevărul propriului mesaj și nu se pretează la compromisuri cu propria-i conștiință.
Când se vor atinge ecourile celor mai absurde polemici în spațiul deșert al cuvintelor inutile și pierdute, foile desenate și pictate de Octav Grigorescu vor apărea ca documente rare și prețioase - confesiuni ale unui om care a forat în el însuși pentru a face din natura sa(din povestea vieții)urzeala cea ma adevărată și mai profundă a unei opere intens plastice. Giuseppe Marchiori
- (...) Octav Grigorescu- unul dintre artiștii fundamentali ai generației de mijloc.Olga Bușneag[10]

- Octav Grigorescu introduce morfologia realului în sintaxe fantastice. Imaginația lui atinge sectoarele limită ale conștiinței proiectând în afară un univers patetic de fantasme, care să-l căptușească pe cel real și să ni-l oculteze, acaparant.

El este un poet de mare meșteșug grafic, un poet angajat seducător prin însăși excesele sale de subiectivism. Firea lui nescindată între cerebralitate și afectivitate îl îndeamnă, prin imbold nemijlocit, să-și afle, într-un limbaj simbolic, spontan, traducerea.Ion Frunzetti
- Creațiile lui Octav Grigorescu, pildele acestea de frumusețe, de seriozitate profesională, de gândire adâncă asupra sa însuși, asupra artei, asupra raporturilor cu oamenii, cu vizibilul- sunt operele unuia dintre cei mai de seamă artiști ai epocii contemporane...o operă care reabilitează deopotrivă narativul și simbolicul într-o ipostază poetică dintre cele mai desăvârșite.

...Octav Grigorescu- unul dintre cei mai de seamă pictori și graficieni ai noștri.
...Octav Grigorescu e un poet: un poet al formei, al liniei, al culorii. Un poet al unei mari sensibilități.
Cultivat și exigent cu sine, de o pilduitoare modestie, el înscrie în peisajul cultural românesc contemporan semnele unei participări lucide și clare. Personalitate precis conturată, el creează o operă care reprezintă un statornic reper al valorii. Dan Grigorescu